# Celtic Voyager
Die Celtic Voyager ist ein Forschungsschiff des irischen Marine Institute. Bereedert wird das Schiff von P&O Maritime Ireland.

## Geschichte
Das vom norwegischen Unternehmen Skipsteknisk entworfene Schiff wurde in den Niederlanden auf der damaligen Scheepswerf Visser in Den Helder gebaut. Der Rumpf wurde von der rumänischen Werft Galati Santierul Naval unter der Baunummer 340 zugeliefert. Die Fertigstellung des Schiffes erfolgte im Juli 1997. Das Schiff ersetzte die Lough Beltra, ein 1973 gebauter und 1978 zum Forschungsschiff umgebauter, ehemalige Fischtrawler. Die Baukosten beliefen sich auf 1,75 Millionen IEP. Davon kamen 75 % vom Europäischen Fonds für regionale Entwicklung.
Die Celtic Voyager wurde 2022 durch die Tom Crean ersetzt, die im Oktober 2022 in Dienst gestellt wurde.

## Technische Daten
Der Antrieb des Schiffes erfolgt durch einen Wärtsilä-Dieselmotor (Typ UD25M5) mit 626 kW Leistung. Der Motor wirkt über ein Getriebe auf einen Verstellpropeller. Für die Stromversorgung stehen zwei Generatoren mit jeweils 68 kW und ein Generator mit 38 kW Leistung zur Verfügung.
Das Schiff ist mit einem Bugstrahlruder mit 104 kW Leistung ausgestattet.

## Ausstattung
Das Schiff ist mit einem 21 m² großen Trocken- und einem 14 m² großen Nasslabor sowie einem Elektroniklabor ausgestattet. An Deck kann ein 10-Fuß-Laborcontainer geladen werden.
Die Arbeitsfläche an Deck beträgt 35 m². Am Heck des Schiffes befindet sich ein Heckgalgen, der um 90° geschwankt werden kann. Die Hebekapazität des Heckgalgens beträgt 10 t. Weiterhin ist das Schiff mit einem Kran, der bis zu 19 t heben kann, sowie verschiedenen Winden ausgestattet.
An Bord ist Platz für insgesamt 15 Personen, davon sieben Besatzungsmitglieder und acht Wissenschaftler. Für die Wissenschaftler stehen vier Doppelkabinen zur Verfügung. Das Schiff kann bis zu 14 Tage auf See bleiben.